# عبدو موموني
عبدو موموني (بالفرنسية: Abdou Moumouni)‏ هو لاعب كرة قدم توغولي في مركزي الدفاع وقلب الدفاع، ولد في 19 نوفمبر 1982 في توغو. شارك مع منتخب توغو لكرة القدم. أما مع النوادي، فقد لعب مع نادي أبو مسلم خراسان ونادي لو تشو دي فوندز ونادي لوزان.

## وصلات خارجية
- عبدو موموني على موقع قاعدة بيانات كرة القدم.إي يو (الإنجليزية)
- عبدو موموني على موقع ناشيونال فوتبول تيمز (الإنجليزية)